# Luc Bourdon
Joseph Luc Bourdon (16 de febrero de 1987 - 29 de mayo de 2008) fue un defensor profesional canadiense de hockey sobre hielo que jugó para los Vancouver Canucks de la Liga Nacional de Hockey desde 2006 hasta 2008. 

## Primeros años
Nacido el 16 de febrero de 1987, Bourdon era hijo único de su madre, Suzanne Boucher, en la pequeña comunidad francófona de Shippagan, Nuevo Brunswick. Cuando tenía nueve años, le diagnosticaron artritis juvenil y necesitó usar una silla de ruedas, que luego superó. En su adolescencia, asistió a la secundaria Marie-Esther, donde fue un estudiante sobresaliente. Creció en un pueblo de pescadores y trabajó los veranos en el barco de pesca de cangrejos de su tío.
De joven, Bourdon jugó en los Torneos Internacionales de Hockey Pee-Wee de Quebec de 1999, 2000 y 2001 con el equipo de hockey sobre hielo Peninsule Acadien Lynx minor. Más tarde jugó con los equipos menores de Miramichi Rivermen desde los 15-16 años. Después de ser la tercera opción general en el draft de QMJHL de 2003, Bourdon se fue de casa cuando tenía 16 años, regresando en temporada baja a vivir con su madre. Al convertirse en profesional y firmar su primer contrato, donó anónimamente C$10,000 a la asociación local de hockey para las familias que no podían pagar el equipo. Su donación fue revelada póstumamente por su antiguo entrenador de hockey sobre patatas, Gilles Cormier, que dirigía la arena local en el momento de la muerte de Bourdon.

## Carrera profesional
Bourdon se unió al Val-d'Or Foreurs para la temporada 2003-04, registrando ocho puntos en 64 partidos de la temporada regular y marcando un gol en siete partidos de playoff. Participó en los 70 partidos con los Foreurs en 2004-05, marcando 13 goles y 19 asistencias, y participó en el CHL Top Prospects Game, una exposición para jugadores elegibles para el draft. En junio de 2005, Bourdon fue la décima selección general, seleccionada por los Canucks de Vancouver, en el Draft de Entrada de la NHL de 2005. Situado en la sexta posición general para los patinadores norteamericanos que entran en el draft, Bourdon fue reconocido como un defensor físico de doble sentido con habilidades ofensivas significativas y un tiro fuerte, así como un excelente patinador. Fue el segundo jugador de hockey nacido en Shippagan que fue reclutado en la NHL, después de que el arquero Yanick Degrace fuera reclutado por los Philadelphia Flyers en 1991.

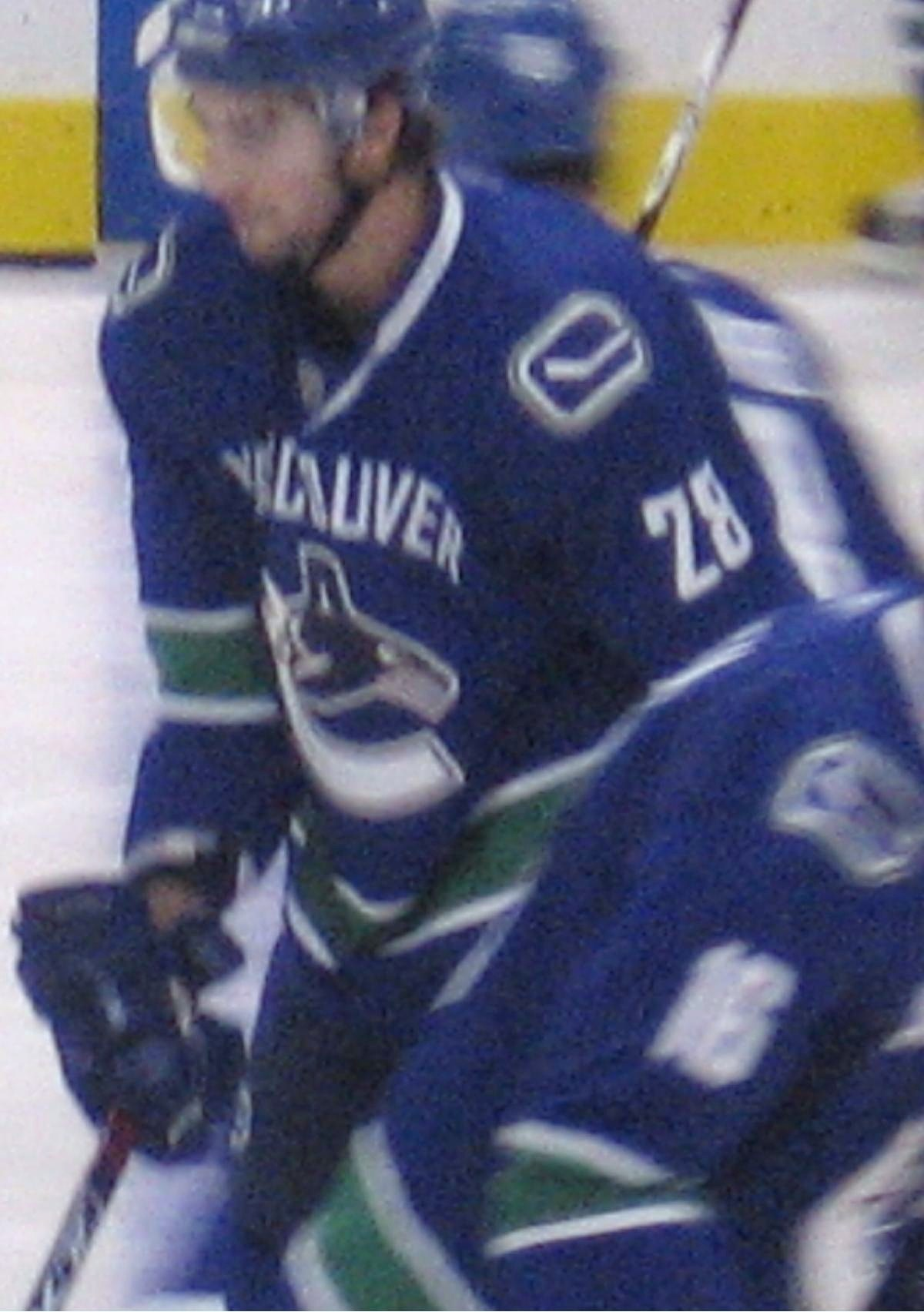
Bourdon calentando antes de un partido el 16 de noviembre de 2007. Marcó su primer gol en la NHL esa noche.

Invitado al campo de entrenamiento de Canucks, Bourdon estuvo a punto de entrar en el equipo cuando tenía 18 años, pero en su lugar fue devuelto a la QMJHL para su posterior desarrollo. Comenzó la temporada 2005-06 con los Foreurs, registrando 20 puntos en 20 partidos, antes de ser canjeado por los Moncton Wildcats, que fueron anfitriones de la Copa Memorial 2006. A cambio de Bourdon, los Wildcats enviaron a Ian Mathieu-Girard, Jean-Sébastien Adam, una selección en cuarta ronda, y una selección en primera ronda en 2008 a Val-d'Or. Poco después del intercambio, Bourdon se lesionó el tobillo, sufriendo una fractura de peroné, esguinces altos y bajos, y un desgarro de segundo grado en el ligamento. Aunque regresó para unirse a Moncton en los playoffs, los médicos le dijeron que le tomaría dos años recuperarse completamente. Se recuperó por completo al cabo de un año, pero su capacidad de giro y de patinaje hacia atrás a veces se quedaba atrás. Compitiendo en la Copa Memorial, llegó a la final de la Liga Canadiense de Hockey (CHL) con los Wildcats, que perdieron 6-2 ante los Remparts de Quebec.
Después de firmar un contrato de tres años, con un valor de $850,000 por año con las Canucks el 4 de mayo de 2006, Bourdon ganó un lugar en la lista de apertura del equipo en 2006-07. Jugó su primer partido de la NHL el 10 de octubre de 2006 contra el Minnesota Wild, pero después de jugar nueve partidos y no anotar ningún punto, fue enviado de nuevo a la QMJHL para su posterior desarrollo. El 8 de enero de 2007, Bourdon volvió a cotizar en la QMJHL, y Moncton lo envió a las Águilas gritonas de Cabo Bretón a cambio de Mark Barberio y una primera selección en el draft de la QMJHL de 2007. Como Águila Gritona, Bourdon perdió en la semifinal de la QMJHL contra su antiguo equipo, Val-d'Or. Terminó la temporada 2006-07 de QMJHL con 20 puntos en 36 partidos. Cuando las Canucks no se clasificaron para los playoffs, enviaron a Bourdon a jugar cinco partidos con el Alce de Manitoba, que estaba en medio de los playoffs de la AHL. No tuvo sentido en cinco partidos de playoffs de la AHL. Incluyendo su participación en los Campeonatos Mundiales Juveniles de 2007, Bourdon jugó en cinco equipos diferentes a lo largo de la temporada 2006-07.
Al principio, Bourdon no logró sacar a las Canucks de la lista de titulares del campo de entrenamiento, pero, debido a una serie de lesiones entre los defensas de las Canucks a lo largo de la temporada, Bourdon fue convocado en varias ocasiones. Bourdon marcó su primer gol el 16 de noviembre de 2007 contra el arquero Niklas Bäckström en una victoria por 6-2 sobre el Minnesota Wild. Bourdon terminó la temporada en la lista de Canucks, y fue enviado de vuelta al Manitoba Moose para los playoffs de la AHL, jugando en seis juegos de playoffs para el Moose. Apareció en 27 partidos con las Canucks a lo largo de la temporada, anotando un gol más, así como 14 puntos en 41 partidos con los Moose.
Como joven y prometedor defensa, Bourdon fue mencionado regularmente en los rumores sobre el comercio de más ofensiva en las posiciones delanteras. Y lo que es más importante, se especuló que formaría parte de un paquete a cambio de Brad Richards, delantero de Tampa Bay Lightning. Aunque Bourdon tenía un potente disparo, no jugó en la defensa con la responsabilidad suficiente como para ganar un puesto regular en la lista. Comenzó a mostrar signos de mejora y madurez a medida que las Canucks lo utilizaron más en la temporada 2007-08.

### Juego internacional
Bourdon hizo su debut internacional representando al Equipo Canadá en el Campeonato Mundial Sub-18 de 2005, celebrado en la República Checa, ganando una asistencia en un esfuerzo por la medalla de plata.
En el Campeonato Mundial Juvenil de Hockey sobre Hielo 2006 en British Columbia, Bourdon compitió en el primero de sus dos Campeonatos Mundiales Juveniles consecutivos. Fue nombrado mejor jugador del partido en la ronda de ida y vuelta después de anotar un gol y una asistencia en la victoria por 4-0 contra Noruega. Terminó el torneo liderando a todos los defensas en el marcador con seis puntos en seis partidos y fue nombrado miembro del equipo de las estrellas del torneo. Al ganar el oro, Bourdon regresó a Shippagan y mostró su medalla en la arena local a multitudes de seguidores.
En los Campeonatos Mundiales Juveniles de 2007 en Leksand y Mora, Suecia, Bourdon recibió un segundo lugar en la distinción de juego después de la primera ronda contra Suecia, en la que marcó el gol de la victoria por 2 a 0 en el partido. Más tarde en el torneo, Bourdon marcó el gol del empate en el tercer periodo de una victoria por 2-1 en la tanda de penales contra Estados Unidos en la semifinal. En total, Bourdon anotó dos goles y dos asistencias en seis partidos, ayudando a Canadá a conseguir su segunda medalla de oro consecutiva.

## Muerte

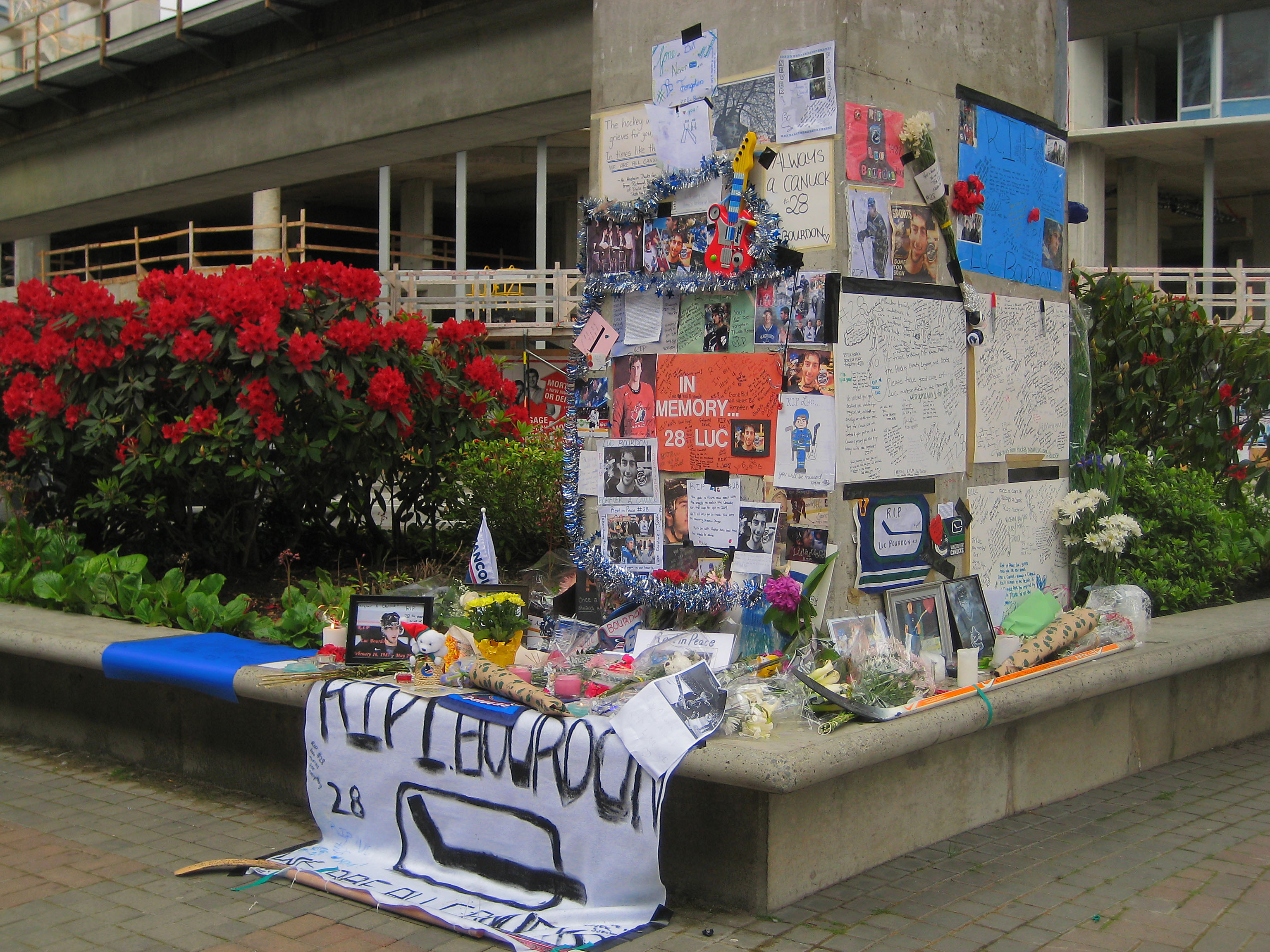
Vista de los objetos en el monumento a Luc Bourdon en las afueras de General Motors Place en Vancouver

Bourdon murió instantáneamente en un choque frontal de motocicleta en Lamèque, Nuevo Brunswick, cerca de su ciudad natal de Shippagan, el 29 de mayo de 2008, cuando chocó contra un remolque tractor después de perder el control de su Suzuki GSX-R1000 2009 y cruzar la línea central. Environment Canada mostró vientos que soplaban a más de 50 km/h (31 mph) en el área en el momento del accidente. La RCMP declaró que la inexperiencia de Bourdon con las motocicletas puede haber sido un factor en el accidente.
El agente de Bourdon, Kent Hughes, declaró que nunca supo de la nueva afición de su cliente (motocicletas). "No tenía ni idea", explicó a CKNW en Vancouver. "Otro cliente nuestro, Kris Letang, dijo que Luc le hizo saber que hace una o dos semanas iba en la motocicleta de su padre con unos amigos. Desde entonces me han dicho -aunque no lo sé- que se compró una motocicleta hace dos días". Maryse Bourdon, madrastra de Luc, dijo que había comprado la motocicleta unas tres semanas antes. Letang, el amigo íntimo de Bourdon y excompañero de cuarto del hockey juvenil, planeó comprar una motocicleta después de que Bourdon le hablara de la suya; debido al choque, decidió no hacerlo.
La Liga Americana de Hockey, donde Bourdon había jugado para el Alce de Manitoba, observó un momento de silencio en honor de Bourdon antes del primer partido de la final de la Copa Calder entre los Chicago Wolves y los Wilkes-Barre/Scranton Penguins pocas horas después del accidente, y el 31 de mayo, los Pittsburgh Penguins y los Detroit Red Wings observaron un momento de silencio antes del cuarto partido de la final de la Copa Stanley 2008. Durante el Draft de la NHL 2008, la gerencia de los Canucks usó pines de guitarra para recordar a Bourdon, porque era un guitarrista ávido.
En el partido inaugural de la temporada 2008-09 de la NHL de los Canucks contra los Calgary Flames, los Canucks honraron a Bourdon con una breve ceremonia previa al partido. A la familia de Bourdon se le entregó su última camiseta de juego, regalada por el aficionado que ganó la camiseta durante un evento benéfico anual de la temporada anterior. Después, Tom Cochrane y Red Rider interpretaron "Big League" durante el video homenaje. Se entregaron insignias conmemorativas a los aficionados que asistieron al partido y fueron usadas durante toda la temporada por los anfitriones de General Motors Place. Los Canucks también llevaban "LB" en sus cascos esa temporada en recuerdo de Bourdon. En General Motors Place, el Muro de los Sueños de Luc Bourdon fue establecido para conmemorar a Bourdon.
El alce de Manitoba honró a Bourdon con un video homenaje antes de su primer partido en casa en 2008-09 el 10 de octubre de 2008. Todos los jugadores de Moose usaron camisetas #4 Bourdon durante el calentamiento, y los parches "#4 LB" se usaron en las camisetas de los jugadores durante toda la temporada. Un equipo masculino de hockey sobre hielo en Nuevo Brunswick, el Lameque/Shippagan Pêcheurs, también le rindió homenaje, llevando un parche de "28 Bourdon" en sus camisetas a lo largo de la temporada 2008-09. Durante el Campeonato Mundial Juvenil de Hockey sobre Hielo 2009, el Team Canada honró a Bourdon con calcomanías de LB en su primer partido. Además, ningún jugador canadiense usó la camiseta número 6, el número que Bourdon usó con la selección nacional, durante todo el torneo.
En la temporada 2008-09, el club de hockey QMJHL Moncton Wildcats, donde Bourdon había tocado durante la temporada 2006, rindió homenaje al cantante acadiense Roland Gauvin, del grupo musical 1755, tocando "Le monde a bien change" junto con un video tributo. La franquicia presentó a la familia Bourdon con la camiseta Moncton Wildcats Jersey de Bourdon, así como flores. El equipo usó un parche LB en sus uniformes para esa temporada.
Sus restos mortales descansan en el Cementerio Católico de San Jerónimo en su natal Shippagan.

## Estadística de carrera

### Temporada regular y playoffs
| 2002@–03      | Miramichi Rae Yamaha Rivermen | NBMHL         | 20  | 2  | 12 | 14 | 106 | —  | — | —  | —  | —  |
| 2003@–04      | Val-d'O Foreurs               | QMJHL         | 64  | 2  | 6  | 8  | 58  | 7  | 1 | 0  | 1  | 4  |
| 2004@–05      | Val-d'O Foreurs               | QMJHL         | 70  | 13 | 19 | 32 | 117 | —  | — | —  | —  | —  |
| 2005@–06      | Val-d'O Foreurs               | QMJHL         | 20  | 2  | 18 | 20 | 54  | —  | — | —  | —  | —  |
| 2005@–06      | Moncton Gatos monteses        | QMJHL         | 10  | 1  | 7  | 8  | 8   | 16 | 0 | 3  | 3  | 22 |
| 2006@–07      | Vancouver Canucks             | NHL           | 9   | 0  | 0  | 0  | 4   | —  | — | —  | —  | —  |
| 2006@–07      | Moncton Gatos monteses        | QMJHL         | 13  | 3  | 11 | 14 | 28  | —  | — | —  | —  | —  |
| 2006@–07      | Cabo Breton Chillando Águilas | QMJHL         | 23  | 1  | 5  | 6  | 45  | 16 | 2 | 11 | 13 | 28 |
| 2006@–07      | Manitoba Moose                | AHL           | —   | —  | —  | —  | —   | 5  | 0 | 0  | 0  | 2  |
| 2007@–08      | Vancouver Canucks             | NHL           | 27  | 2  | 0  | 2  | 20  | —  | — | —  | —  | —  |
| 2007@–08      | Manitoba Moose                | AHL           | 41  | 6  | 8  | 14 | 68  | 6  | 0 | 0  | 0  | 8  |
| QMJHL Totales | QMJHL Totales                 | QMJHL Totales | 200 | 22 | 66 | 88 | 310 | 39 | 3 | 14 | 17 | 54 |
| AHL Totales   | AHL Totales                   | AHL Totales   | 41  | 6  | 8  | 14 | 68  | 11 | 0 | 0  | 0  | 10 |
| NHL Totales   | NHL Totales                   | NHL Totales   | 36  | 2  | 0  | 2  | 24  | —  | — | —  | —  | —  |

| Año                  | Equipo               | Acontecimiento       | GP | G | Un | Pts | PIM |
| -------------------- | -------------------- | -------------------- | -- | - | -- | --- | --- |
| 2005                 | Canadá               | U18                  | 6  | 0 | 1  | 1   | 4   |
| 2006                 | Canadá               | WJC                  | 6  | 1 | 5  | 6   | 4   |
| 2007                 | Canadá               | WJC                  | 6  | 2 | 2  | 4   | 6   |
| Junior int'l totales | Junior int'l totales | Junior int'l totales | 18 | 3 | 8  | 11  | 14  |

- Todas las  estadísticas tomadas de Nhl.com[2]